# Траса Америк (автодром)
Траса Аме́рик (англ. Circuit of the Americas) — американський автодром в окрузі Тревіс (біля міста Остін), штат Техас.

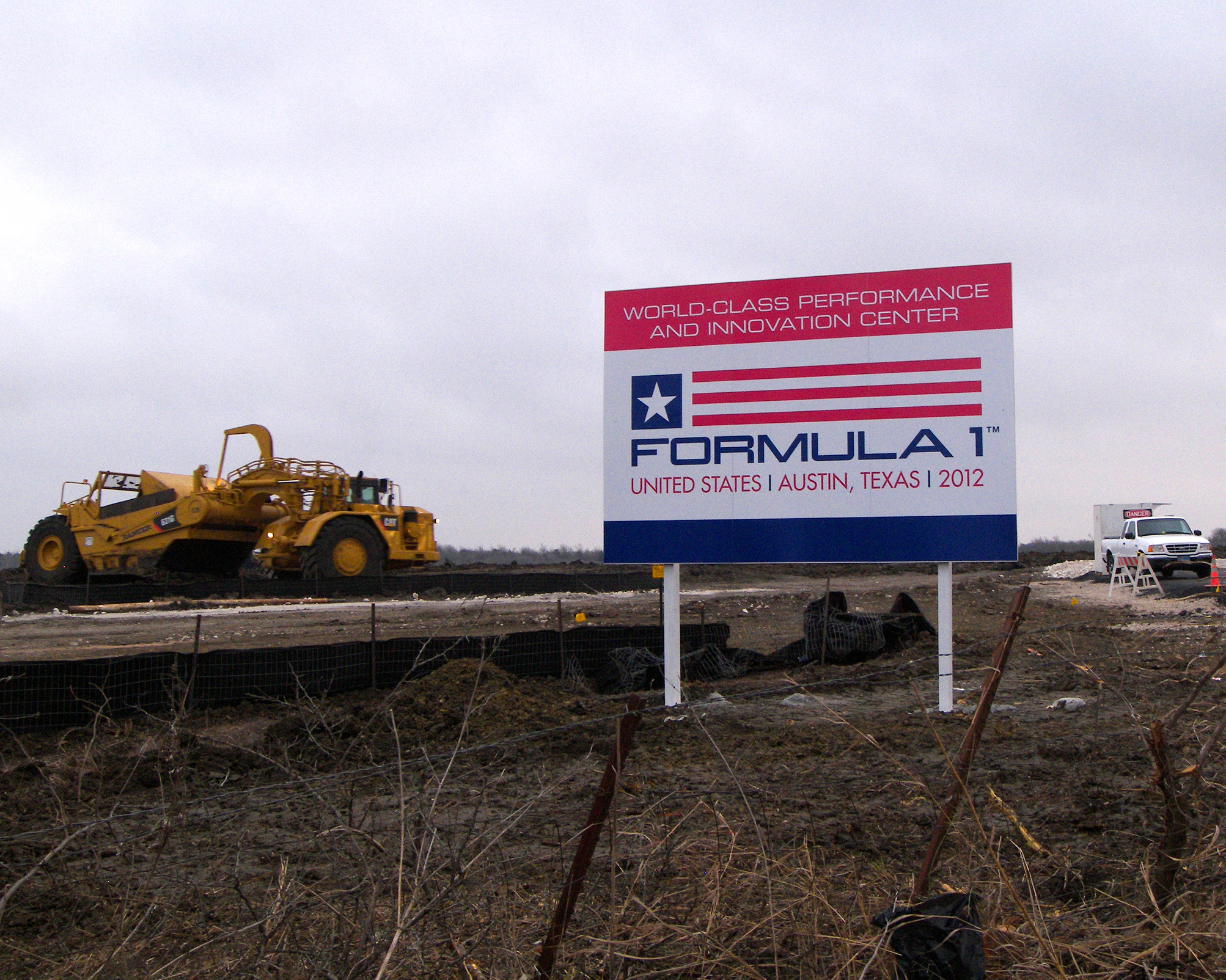
природорожній знак до траси

Будівництво розпочали 31 грудня 2010 року, завершили в жовтні 2012 року, за декілька місяців до свого першого гран-прі Формули 1, яке пройшло 18 листопада цього ж року, як Гран-прі США.

## Змагання
Траса Америк для США спеціально проєктувалася під Формулу 1. Трасу планують використовувати для проведення Гран-прі США Формула-1. 
Запланувала проведення змагань і Міжнародна мотоциклетна федерація (FIM) у 2013 році – Мото Гран-Прі Америк (Motorcycle Grand Prix of the Americas).
Організатори австралійської серії V8 Supercars в 2013 році теж мають наміри на проведення перегонів.

## Історія

### Будівництво

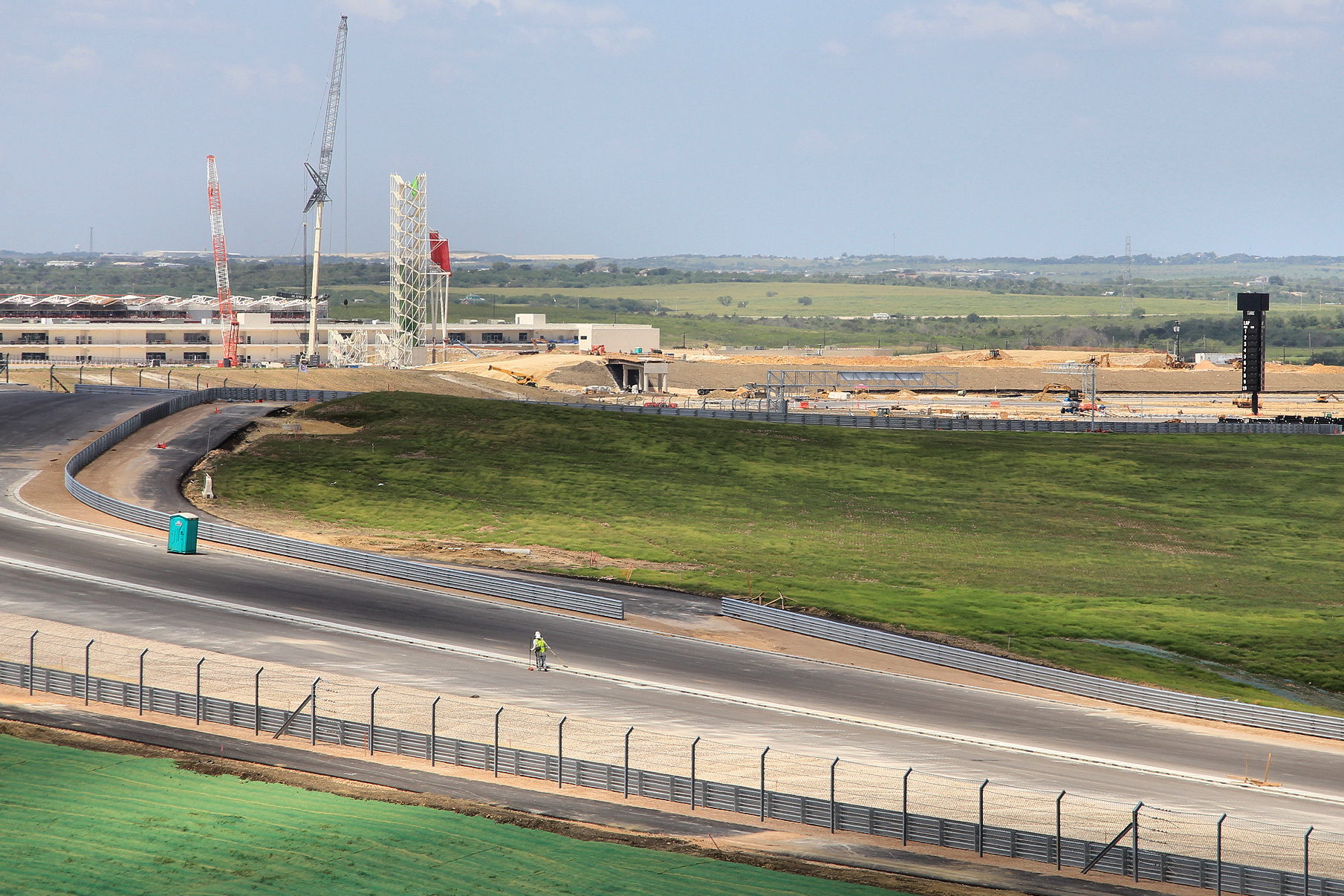
поворот 11, травень 2012 року

Будівництво автодрому розпочалося у 2010 році, після попередніх домовленостей на проведення гран-прі  Ф-1, після закінчення робіт. Траса розташована на південному сході округу Тревіс, площа ділянки 3,6 км².

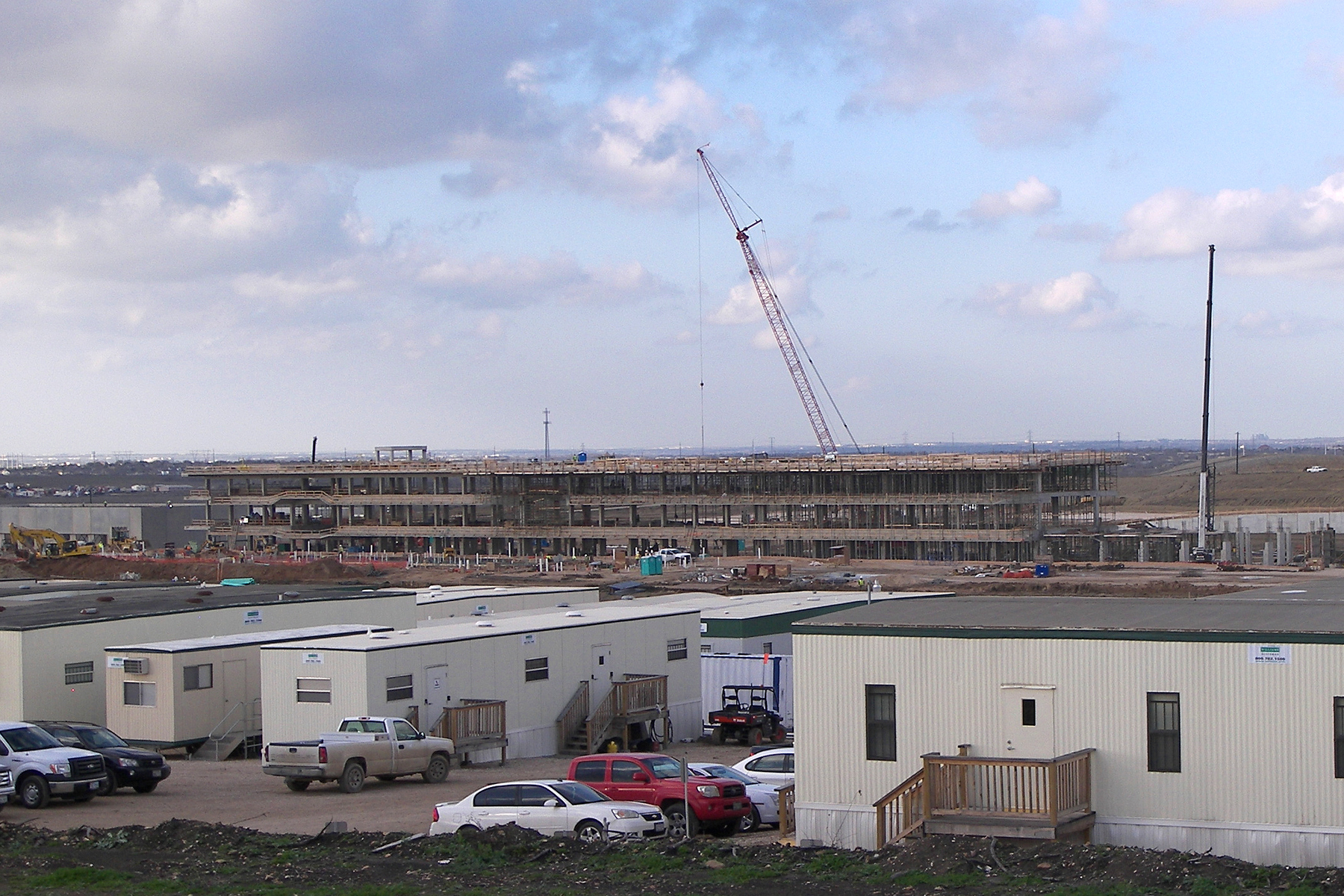
зона піт-лейн, 2012 рік

Автодром проєктував Герман Тільке, котрий за останні 15 років збудував та спроєктував  з десяток автотрас для королеви автоспорту в Туреччині, Малайзії, ОАЕ, Індії, Кореї, Бахрейні та ін.

### Відкриття
Офіційно автодром відкрили 21 жовтня 2012 року, а святкову стрічку перерізав Маріо Андретті, котрий проїхав перше коло автодромом на Lotus 79, на котрому він виграв Формулу 1 1978 року.

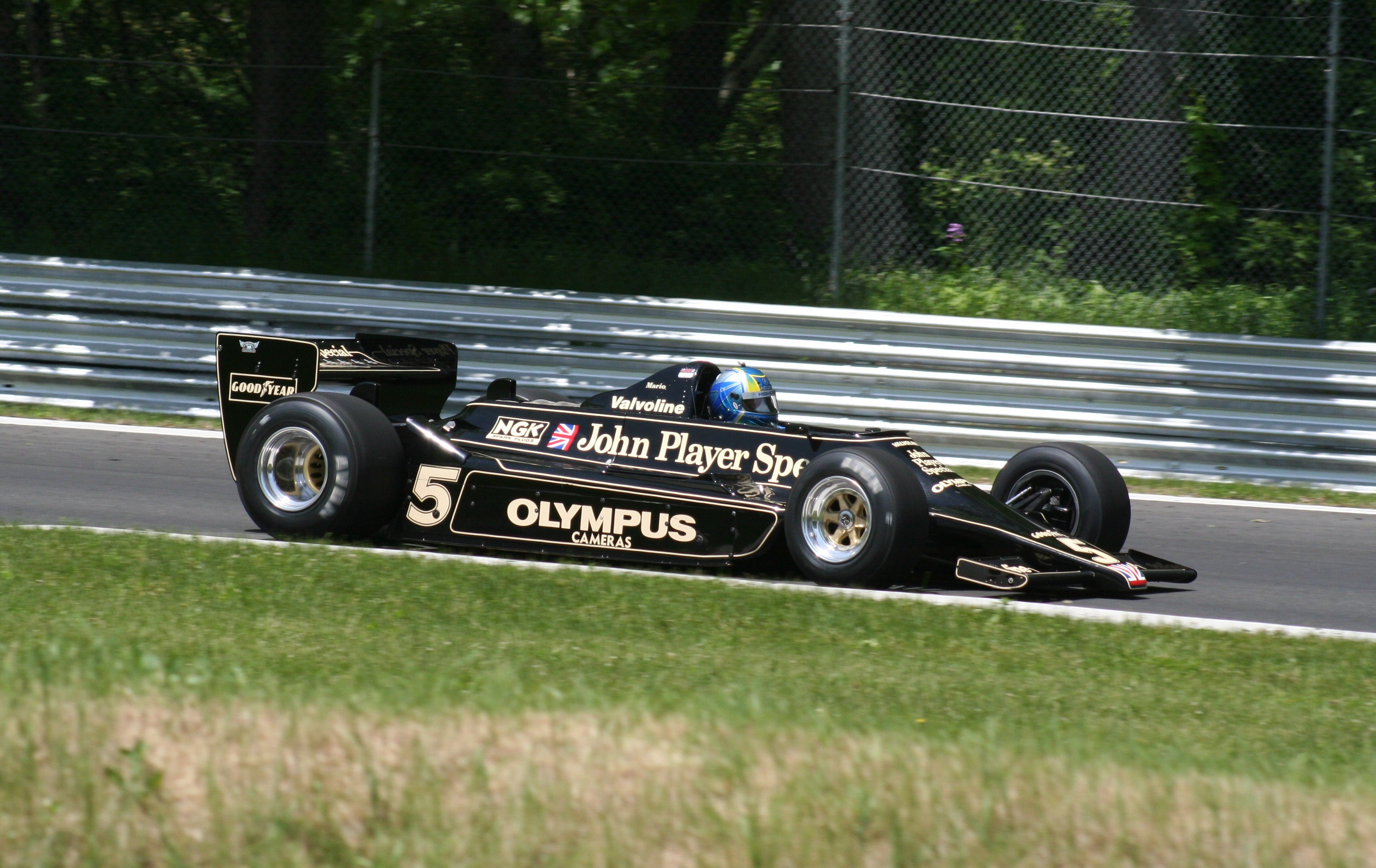
Lotus 79 2009 Lime Rock

Теперішній пілот команди Ф-1 Lotus F1 Жером Д’Амброзіо теж проїхав кілька кіл, але на сучасному боліді R30, в котрого через кілька кіл виникли технічні проблеми.

### Фінансування будівництва
В серпні 2012 видання Austin Business Journal сповістило, що загальна сума інвестицій компанії Circuit of the Americas LLC в будівництво «Траса Америк» становила понад 200 млн.$.

## Конфігурація траси
Остаточний проєкт траси було затверджено 1 вересня 2010 року, відповідно до нього траса мала мати форму сильно витягнутого трикутника.
Довжина траси – 5 516м. К-сть поворотів – 20м., при перепаді висот 41м.(найвища точка – перший поворот)
Траса побудована в європейському стилі, тобто асфальтне полотно вписане у навколишній ландшафт.
Щоправда у конфігурації автодрому використані елементи із інших трас: Сільверстоун, Хокенхаймринг, Істамбул Парк.
Автодром може вміщувати 100тис. глядачів. Особливістю автодрому є розширення ділянок траси при вході у поворот, що дозволить пілотам використати ширшу траєкторію входу, а це збільшує швидкість. Така схема вже використовується на індійському автодромі Будх.

## Цікаві факти
- Трек має найдовшу пряму старт-фініш серед треків календаря чемпіонату MotoGP — 1200 м[2].